# ホルヘ・アレッサンドリ

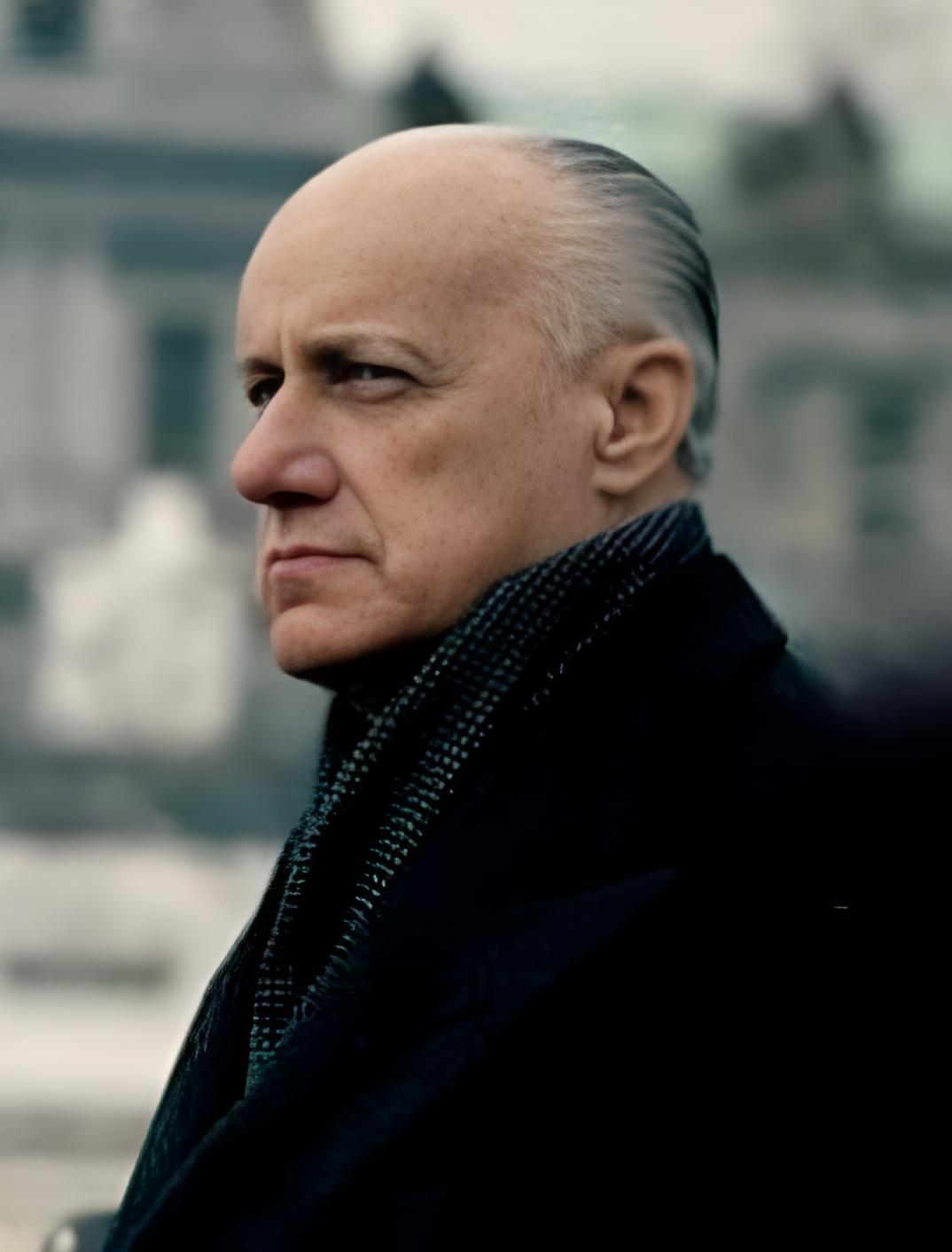
ホルヘ・アレッサンドリ（1962年12月11日）

ホルヘ・アレッサンドリ・ロドリゲス（Jorge Alessandri Rodríguez、1896年5月19日 - 1986年8月31日）は、チリの事業家、政治家。1958年から1964年まで同国大統領であった。歴代大統領アルトゥーロ・アレッサンドリを父に持つ。